# Marie Madeleine Martinengo
Pour les articles homonymes, voir Sainte Marie-Madeleine et Martinengo (homonymie).
Marie Madeleine Martinengo (Brescia, 4 octobre 1687 - Brescia, 27 juillet 1737) est une religieuse capucine stigmatisée italienne reconnue bienheureuse par l'Église catholique.

## Biographie
Elle naît à Brescia le 4 octobre 1687 dans l'illustre famille Martinengo où elle reçoit le prénom de Marguerite ; sa mère, la comtesse Marguerite Secchi d'Aragon, meurt cinq mois après l'avoir mise au monde. Son père, comte de Barco et capitaine de la république de Venise, confie son éducation aux ursulines où elle montre une prédisposition à la lecture et à la prière. Elle peut profiter de nombreux livres car le palais Martinengo (aujourd'hui pinacothèque Tosio Martinengo) possède une riche bibliothèque ainsi que de nombreuses œuvres d'art.
À 10 ans, pour recevoir une instruction plus complète, elle est envoyée dans un couvent de religieuses où se trouvent deux de ses tantes. À l'âge de treize ans, elle fait vœu de virginité ; 3 ans plus tard, elle annonce à son père qu'elle veut être religieuse capucine. Pour lui faire changer d'avis, son père organise un voyage ; lorsqu'elle rentre de son séjour, elle passe une nuit entière en prière et prend la décision définitive de se faire religieuse.
Elle entre au monastère le 8 septembre 1705 et prend le nom de Marie Madeleine. Au vu de ses titres de noblesse, la maîtresse des novices ne croit pas à sa vocation ; mais un an jour pour jour, après son entrée au couvent, elle fait profession religieuse. Elle demande au Christ de l'associer à la  Passion et ressent les stigmates en particulier le vendredi, c'est ensuite le mariage mystique. En 1723 elle est nommée maîtresse des novices. Par l'obéissance pour son confesseur, elle écrit sa vie et ses expériences. En 1732 elle est élue abbesse, et réélue à ce poste le 12 juillet 1736, elle meurt de la tuberculose en 1737.

## Béatification
La cause de béatification est introduite le 1er septembre 1762. Le pape Pie VI lui décerne le titre de vénérable le 5 mai 1778 ; elle est déclarée bienheureuse le 3 juin 1900 par le pape Léon XIII. Ses reliques sont vénérées dans l'église du monastère des capucines à via Arimanno, 17 à Brescia.